# Plaisance (Aveyron)
 Plaisance  (en occitano Plasença) es una comuna y población de Francia, en la región de Mediodía-Pirineos, departamento de Aveyron, en el distrito de Millau y cantón de Saint-Sernin-sur-Rance.
Está integrada en la Communauté de communes des Sept Vallons.

## Demografía
| 403 | 318 | 280 | 282 | 228 | 228 |
| Para los censos de 1962 a 1999 la población legal corresponde a la población sin duplicidades (Fuente: INSEE [Consultar]) |     |     |     |     |     |

## Lugares y monumentos
- Iglesia románica de Saint Martin